# Felice Soldini
Felice Soldini (1915. január 1. – 1971. január) svájci labdarúgóhátvéd.